# Tim Morehouse
Timothy Frank Morehouse –conocido como Tim Morehouse– (Nueva York, 29 de julio de 1978) es un deportista estadounidense que compitió en esgrima, especialista en la modalidad de sable.
Participó en dos Juegos Olímpicos de Verano, obteniendo una medalla de plata en Pekín 2008, en la prueba por equipos (junto con Jason Rogers, Keeth Smart y James Williams), y el octavo lugar en Londres 2012, tanto en la prueba individual como por equipos.

## Palmarés internacional
| Juegos Olímpicos | Juegos Olímpicos | Juegos Olímpicos | Juegos Olímpicos  |
| Año              | Lugar            | Medalla          | Prueba            |
| ---------------- | ---------------- | ---------------- | ----------------- |
| 2008             | Pekín (China)    | Medalla de plata | Sable por equipos |